# Kennebec (Dakota del Sur)
Kennebec es un pueblo ubicado en el condado de Lyman en el estado estadounidense de Dakota del Sur. En el Censo de 2010 tenía una población de 240 habitantes y una densidad poblacional de 108,63 personas por km².

## Geografía
Kennebec se encuentra ubicado en las coordenadas 43°54′13″N 99°51′43″O / 43.90361, -99.86194. Según la Oficina del Censo de los Estados Unidos, Kennebec tiene una superficie total de 2.21 km², de la cual 2.21 km² corresponden a tierra firme y (0%) 0 km² es agua.

## Demografía
Según el censo de 2010, había 240 personas residiendo en Kennebec. La densidad de población era de 108,63 hab./km². De los 240 habitantes, Kennebec estaba compuesto por el 90% blancos, el 0% eran afroamericanos, el 6.67% eran amerindios, el 0% eran asiáticos, el 0% eran isleños del Pacífico, el 0% eran de otras razas y el 3.33% pertenecían a dos o más razas. Del total de la población el 0% eran hispanos o latinos de cualquier raza.